# اشک دخترک
اشک دخترک (نام علمی: Medinilla waterhousei) یا تاگیموکیا (Tagimaucia) نام یکی از گونه‌های گیاهان گلدار است. این گیاه بومی جنگل بارانی در کشور فیجی است. این گیاه تنها در ارتفاع بیشتر از ۶۰۰ متر رشد می‌کند. گل‌های آن دو رنگ است و یک لایه از گلبرگ‌های سفید در داخل گلبرگ‌هایی به رنگ قرمز سیر قرار گرفته‌است. زمان گلدهی از اکتبر تا دسامبر است.
اشک دخترک گل ملی کشور فیجی است.
بر پایه افسانه‌های محلی این گل نمودی از اشک‌های یک دختر جوان است که پدرش مانع ازدواج او با پسر رویاهایش شد و این دختر هم‌چنان می‌گرید و گل‌های این گیاه اشک‌های او هستند که به گل تبدیل می‌شوند.